# Set the World on Fire
Set the World on Fire és el tercer àlbum d'estudi del grup de thrash metal canadenc Annihilator, publicat l'any 1993.
L'àlbum va estar gravat pel guitarrista i el fundador d'Annihilator Jeff Waters, el baixista Wayne Darley, el guitarrista Neil Goldberg, el bateria Mike Mangini i el cantant Aaron Randall, que susbtituïa a Coburn Pharr.
L'àlbum, a diferència dels dos primers àlbums del grup, Alice in Hell i Never, Neverland conté més parts acústiques i no tanta velocitat com en els seus predecessors. Tot i el canvi d'estil, Set the World on Fire va rebre bones crítiques.

## Cançons
1. "Set the World on Fire" (Pharr, Waters) – 4:30
2. "No Zone" (Darley, Hartmann, Waters) – 2:47
3. "Bats in the Belfry" (Hartmann, Pharr, Waters) – 3:37
4. "Snake in the Grass" (Waters) – 4:55
5. "Phoenix Rising" (Murphy, Waters) – 3:47
6. "Knight Jumps Queen" (Waters) – 3:46
7. "Sounds Good to Me" (Waters) – 4:18
8. "The Edge" (Murphy, Waters) – 2:56
9. "Don't Bother Me" (Goldberg, Pharr, Waters) – 3:23
10. "Brain Dance" (Pharr, Waters) – 4:51
11. "Hell Bent For Leather" (Tipton) - 2:54 *

* = Bonus Track només a l'edició limitada de DigiPak.

## Crèdits
- Aaron Randall - Cantant
- Jeff Waters - Veus a "Brain Dance"
- Neil Goldberg - Guitarrista
- Wayne Darley - Baixista
- Mike Mangini - Bateria
- Ray Hartmann - Bateria a "Snake in the Grass" i "Sounds Good to Me"
- Rick Fedyk - Bateria a "Phoenix Rising"
- Mark Lafrance - Veus secundàries "Phoenix Rising"
- David Steele - Veus secundàries "Phoenix Rising"
- Norm Gordon - Veus secundàries "Brain Dance"
- The Annihilettes - Veus secundàries a "Knight Jumps Queen" and "Brain Dance"
- John Webster- Teclats a "Phoenix Rising"